# I Don’t Love You
I Don’t Love You – ballada rockowa zespołu My Chemical Romance wydana jako trzeci singel z płyty The Black Parade. Został on wypuszczony w Wielkiej Brytanii 2 kwietnia 2007 i jest przeznaczony tylko na tamtejszy rynek.

## Teledysk
Teledysk był reżyserowany przez Marca Webba, który reżyserował wcześniejsze klipy pochodzące z płyty Three Cheers for Sweet Revenge. Marc Webb został wybrany zamiast Sama Bayera, który reżyserował „Welcome to the Black Parade” i „Famous Last Words”. Teledysk przedstawia parę młodych ludzi: kobietę w bieli oraz mężczyznę w czerni, którzy są nawiązaniem do uzupełniających się, choć przeciwstawnych Yin i Yang. Cały teledysk jest utrzymany w kolorach czarnym i białym, aby podkreślić kontrast między bohaterami. W teledysku widać również eksplodujące dwie gitary i piec basowy.

## Lista utworów
Wersja pierwsza
1. „I Don’t Love You”

Wersja druga
1. „I Don’t Love You”
2. „Cancer” (live in Berlin)

Wersja trzecia
1. „I Don’t Love You”
2. „House of Wolves” (live in Berlin)

Wersja czwarta
1. „I Don’t Love You”
2. „Cancer” (live in Berlin)
3. „House of Wolves” (live in Berlin)

Wersja piąta:
1. „I Don’t Love You” (live from Sessions@AOL)

Wersja szósta
1. „I Don’t Love You” (live from Sessions@AOL)
2. „Cancer” (live in Berlin)
3. „House of Wolves” (live in Berlin)